# エンターテイナー (オーイシマサヨシのアルバム)
『エンターテイナー』は、日本のアニメソングシンガー・オーイシマサヨシの1枚目のオリジナルアルバム。2021年8月25日にポニーキャニオンからリリースされた。

## 概要
前作『仮歌II』以来約2年2か月ぶりのアルバムリリースで、オーイシマサヨシ名義での初のオリジナルフルアルバムである。
本作には、3rdシングル『Hands』以降のすべてのCDシングル表題曲に加え、4thシングル『楽園都市』と6thシングル『インパーフェクト』の各カップリング曲、また『キンカンのうた2020』以降の配信シングル、さらに『TVアニメ「臨死!!江古田ちゃん」エンディングテーマ曲・第10話』に収録されている楽曲「沼」と、ボーナストラックに「ドラゴンエネルギー」が収録される。

## リリース・プロモーション
初回限定盤 (CD+Blu-ray)、初回限定盤 (CD+DVD)、通常盤の3形態で発売。初回限定盤に付属のDVD及びBlu-rayには2021年1月5日に開催されたオンラインワンマンライブ『世界が君を必要とする時が来たんだ』の映像が収録される。

## 収録内容
| #         | タイトル                                                 | 作詞             | 作曲             | 編曲               | 時間  |
| --------- | -------------------------------------------------------- | ---------------- | ---------------- | ------------------ | ----- |
| 1.        | 「エンターテイナー」                                     | 大石昌良         | 大石昌良         | 大石昌良           | 4:09  |
| 2.        | 「インパーフェクト」                                     | 大石昌良         | 大石昌良         | 大石昌良           | 3:45  |
| 3.        | 「世界が君を必要とする時が来たんだ」                     | 大石昌良         | 大石昌良         | 大石昌良           | 3:43  |
| 4.        | 「Hands」                                                | 園田健太郎       | 伊藤翼           | 園田健太郎・伊藤翼 | 3:49  |
| 5.        | 「Hero」                                                 | 園田健太郎       | 石川慧           | eba                | 4:12  |
| 6.        | 「パワフルバディ」                                       | 大石昌良         | 大石昌良         | 大石昌良           | 3:08  |
| 7.        | 「キンカンのうた2020」                                   | 服部正・大石昌良 | 藤浦洸・大石昌良 | 大石昌良・扇谷研人 | 3:29  |
| 8.        | 「神或アルゴリズム（feat.りりあ。）」                    | 大石昌良         | 大石昌良         | 大石昌良           | 3:42  |
| 9.        | 「楽園都市」                                             | 大石昌良         | 大石昌良         | 大石昌良・扇谷研人 | 3:46  |
| 10.       | 「沼」                                                   | 大石昌良         | 大石昌良         | 大石昌良           | 3:11  |
| 11.       | 「ロールプレイング」                                     | 大石昌良         | 大石昌良         | 大石昌良           | 3:39  |
| 12.       | 「英雄の歌」                                             | 大石昌良         | 大石昌良         | 大石昌良           | 4:03  |
| 13.       | 「ドラゴンエネルギー」(ボーナス・トラック（CDのみ収録）) | 大石昌良         | 大石昌良         | 大石昌良           |       |
| 合計時間: | 合計時間:                                                | 合計時間:        | 合計時間:        | 合計時間:          | 44:36 |

| #   | タイトル                             | 作詞 | 作曲・編曲 |
| --- | ------------------------------------ | ---- | ---------- |
| 1.  | 「Opening」                          |      |            |
| 2.  | 「世界が君を必要とする時が来たんだ」 |      |            |
| 3.  | 「乗ってけ!ジャパリビート」          |      |            |
| 4.  | 「オトモダチフィルム」               |      |            |
| 5.  | 「楽園都市」                         |      |            |
| 6.  | 「英雄の歌」                         |      |            |
| 7.  | 「キンカンのうた2020」               |      |            |
| 8.  | 「沼」                               |      |            |
| 9.  | 「君じゃなきゃダメみたい」           |      |            |
| 10. | 「UNION」                            |      |            |

## タイアップ
| 年     | 楽曲                             | タイアップ                                                                 |
| ------ | -------------------------------- | -------------------------------------------------------------------------- |
| 2018年 | Hands                            | 特撮テレビドラマ『ウルトラマンR/B』オープニングテーマ                      |
| 2018年 | ドラゴンエネルギー               | 『オーイシ×加藤のニコ生☆音楽王』オープニングテーマ                         |
| 2019年 | 沼                               | テレビアニメ『臨死!!江古田ちゃん』第10話エンディングテーマ                 |
| 2019年 | 楽園都市                         | テレビアニメ『コップクラフト』オープニングテーマ                           |
| 2019年 | Hero                             | Webアニメ『モンスターストライク ノア 方舟の救世主編』オープニングテーマ    |
| 2020年 | 世界が君を必要とする時が来たんだ | テレビアニメ『トミカ絆合体 アースグランナー』オープニングテーマ            |
| 2020年 | 英雄の歌                         | アニメ映画『モンスターストライク THE MOVIE ルシファー 絶望の夜明け』主題歌 |
| 2020年 | キンカンのうた2020               | 2020年度・2021年度「キンカン」CMイメージソング                             |
| 2021年 | インパーフェクト                 | テレビアニメ『SSSS.DYNAZENON』オープニングテーマ                           |
| 2021年 | ロールプレイング                 | テレビアニメ『ドラゴン、家を買う。』オープニングテーマ                     |
| 2021年 | パワフルバディ                   | Webアニメ『パワフルプロ野球 パワフル高校編』主題歌                         |

## クレジット

### 参加ミュージシャン
- オーイシマサヨシ (Vocal)
- 大石昌良 (作詞・作曲・編曲)
- 園田健太郎 (#4：作詞・編曲・Chorus, #5：作詞・編曲)
- 伊藤翼 (#4：作曲・編曲)
- 山内"masshoi"優 (#4, #9, #10, #13：Drums)
- 石川慧 (#5：作曲)
- eba (#5：編曲)
- 扇谷研人 (#7, #9：Piano & Strings)
- Gero (#13：Chorus)

#### ゲストボーカル
- りりあ。 (#8)
- 加藤純一 (#13)